# Дженнингс, Питер

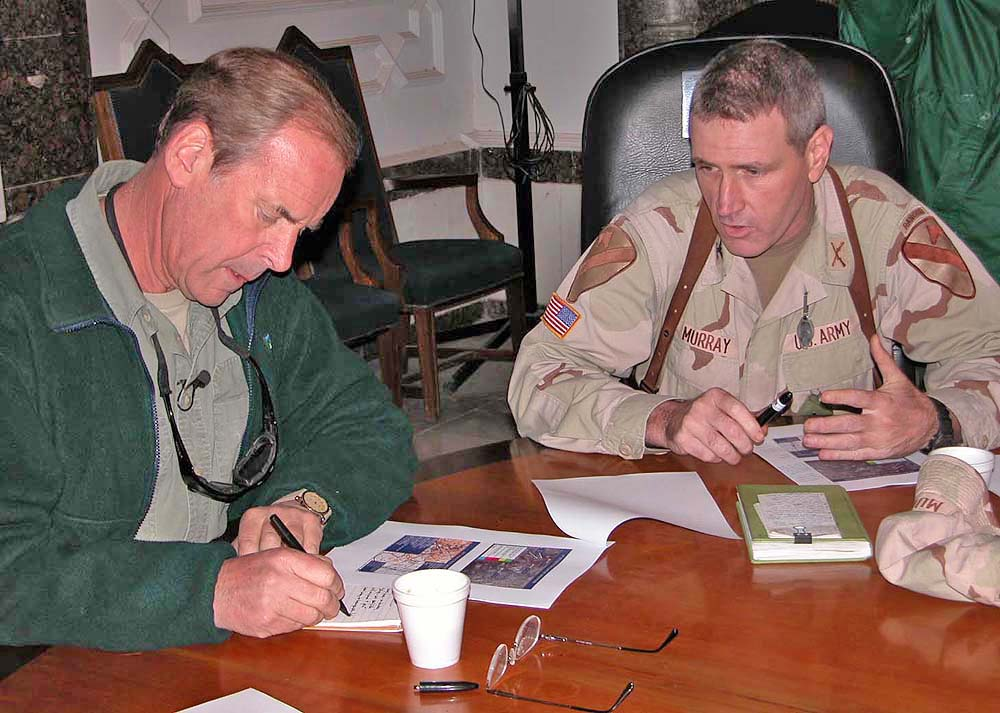
Питер Дженнингс (слева) готовит новостной репортаж о президентских выборах в Ираке. Январь 2005 года.

Питер Чарльз Арчибальд Эварт Дженнингс (Peter Jennings, 29 июля 1938 — 7 августа 2005) — американский журналист канадского происхождения, ведущий программы новостей. Он был единственным ведущим «Мировых новостей» телеканала АВС с 1983 года до своей смерти в 2005 году от осложнений рака лёгких.
Уволенный преподаватель средней школы, он стал одним из самых известных американских телевизионных журналистов.
Дженнингс начал свою карьеру рано, участвуя с девяти лет в радиопостановках в Канаде. 
Он начал свою профессиональную карьеру на телевидении в Оттаве, ведя местные выпуски новостей, а также устраивая подростковые танцевальные шоу по субботам.
В 1965 году ABC News пригласило его стать ведущим своей главной программы вечерних новостей. Его неопытность вызвала критику, что делало для него трудным пребывание в кресле ведущего. В итоге вместо ведущего Дженнингс стал корреспондентом в 1968 году, начав с репортажей на Ближнем Востоке.
Он вернулся в качестве одного из трёх ведущих «Мировых новостей» на ABC в 1978 году и позже, в 1983 году, был назначен на должность единственного ведущего. 
Дженнингс был известен своим «марафонным» освещением новостных историй, пребывая на открытом воздухе в течение многих часов, ведя в эфир прямую трансляцию событий, например, таких как начало войны в Персидском заливе в 1991 году, празднование тысячелетия в 2000 году, событий 11 сентября в 2001 году. 
Он также был автором многих специальных репортажей ABC News, ведущим нескольких американских президентских дебатов. 
В 2003 году Дженнингс стал натурализованным гражданином Соединённых Штатов.
Наряду с Томом Брокау (Tom Brokaw) из NBC и Дэном Разером (Dan Rather) из CBS, Питер Дженнингс входил в состав т.н. «большой тройки» ведущих новостей, которые доминировали в американской сети телевизионных вечерних новостей, с начала 1980-х годов до своей смерти в 2005 году.